# 舞妓哈哈哈
《舞妓哈哈哈》是2007年6月16日於日本上映的日本喜劇電影。敘述迷戀舞妓的上班族鬼塚，不擇手段只為一圓與舞妓玩野球拳的夢想，而鬧出一連串的笑料。
日本的票房總收入為20.8億日元。

## 劇情
鬼塚公彥在高中畢業旅行時，於京都的花街迷了路，路過的舞妓好心指引，讓年紀尚小的鬼塚從此愛上舞妓，立志有朝一日要進茶屋和舞妓玩野球拳。成年後的他在東京的速食麵公司工作，並架設介紹舞妓的網站，整日沉醉在自己拍攝的舞妓照片中。有一位自稱「ナイキ」的神秘人士到網站的留言板搗亂，使鬼塚非常生氣。
速食麵公司將鬼塚調派到京都分公司，鬼迷心竅的鬼塚十分雀躍，殊不知是被降職。他急著與女友富士子分手，滿心期待的前往京都。到了目的地，才發現分公司是做配料研發的工廠，員工都不太勤快，他也因為沒有門路，被拒絕「一見先生」（生客）的茶屋排斥。沮喪的他回到公司看舞妓照片，才發現速食麵公司的老闆鈴木熱愛到茶屋小酌，鬼塚便千方百計想請鈴木引介。鈴木向死纏爛打的鬼塚保證，若鬼塚能在工作上做出成績，他一定會帶他去茶屋慶祝。於是鬼塚發揮了驚人的潛力，做出空前的成功企劃「你的拉麵」，讓鈴木刮目相看。在此同時，被拋棄的富士子，也來到京都當舞妓學徒。
鬼塚進到夢想已久的茶屋沒多久，他就發現在隔壁尋歡作樂的人是「ナイキ」，也是當紅的棒球選手內藤貴一郎。被內藤言詞刺激到的鬼塚，決定向內藤挑戰，也變成了棒球選手，並仿傚他包養舞妓駒子，隨後發現駒子與內藤的秘密。然而，鬥氣的競爭並未因此結束，內藤不停的發揮自己的長才，在短短的時間於搏擊界、電影界、政治圈混出名堂，使得鬼塚也不甘被比下去，跟隨其腳步不停換工作。內藤最後當上市長，決定禁止茶屋不接待生客的默契，引起舞妓們的反彈，並由駒子帶頭示威抗議。順利進到市長室談判的駒子，終於得知了自己真正的身世。
競選市長失敗的鬼塚，沮喪的想回到東京，卻想起自己還未了與舞妓玩野球拳的心願。急忙趕到茶屋的他，雖然知道舞妓都走上街頭抗議，卻堅持要玩到野球拳。茶烏老闆娘沒辦法，只好讓富士子接待他。鬼塚沒認出抹著舞妓濃妝的富士子，對著她講了許多真心話，並表示自己很在乎駒子，使富士子越聽越傷心，氣得要鬼塚打電話跟前女友說清楚。鬼塚這時才知面前的人是富士子。
為了挽回駒子而做出瘋狂舉動的鬼塚，被警察關在拘留所，並與前往探親的內藤，下最後一次戰帖。賞識鬼塚的鈴木將他保出，讓他能來得及參加年度的舞妓表演盛事。內藤在表演上承諾「禁止茶屋不接待生客」的法案無效，會場歡聲雷動，內藤和鬼塚也被舞妓們拉上台粉墨登場。

## 演員與角色
- 阿部貞夫 飾 鬼塚公彥
- 堤真一 飾 內藤貴一郎
- 柴崎幸 飾 大澤富士子
- 小出早織 飾 駒子
- 京野琴美 飾 小梅
- 酒井若菜 飾 豆福
- 木村綠子 飾 良江
- 大倉孝二 飾 大下
- 生瀨勝久 飾 先崎部長
- 山田孝之 飾 畢業旅行學生
- 日村勇紀 飾 舞妓攝影者
- 北村一輝 飾 醫生
- 植木等 飾 齋藤（特別客串）
- 木場勝己 飾 玄太
- 真矢美季 飾 麻子
- 吉行和子 飾 五月
- 伊東四朗 飾 鈴木大海

## 工作人員
- 編劇：宮藤官九郎
- 導演：水田伸生
- 製片：飯沼伸之
- 音樂：岩代太郎
- 攝影：藤石修
- 燈光：長田達也
- 美術：清水剛
- 錄音：鶴卷仁
- 服裝：伊藤佐智子

## 其它
- 本片為日本老牌演員植木等的遺作。
- 劇中的地點「夢川町」是虛構的地名，主要是在石川縣金澤市的花街（日语：花街）上的主計町、東山ひがし，以及京都市的花街宮川町、上七軒拍攝。

## 外部連結
- 日本電影官方網站 （页面存档备份，存于）（日語）
- 日版DVD官方網站 （页面存档备份，存于）（日語）
- 台灣官方部落格 （页面存档备份，存于）（中文）